# Allactaga hotsoni
Allactaga hotsoni är en däggdjursart som beskrevs av Thomas 1920. Allactaga hotsoni ingår i släktet hästspringråttor och familjen hoppmöss. IUCN kategoriserar arten globalt som livskraftig. Inga underarter finns listade.
Arten räknas ibland till släktet Scarturus.
Vuxna exemplar når en kroppslängd (huvud och bål) av 10 till 16 cm, en svanslängd av 16 till 22 cm och en vikt av 48 till 92 g. De har 5 till 6 cm långa bakfötter och 4 till 5,5 cm långa öron. På huvudet och på ovansidan är pälsen blek gulbrun och på sidorna samt på undersidan förekommer vit päls. Arten har vid svansens spets en tofs av långa hår som är svart närmare bålen och vit vid slutet. De svarta håren mellan bakfötternas tår är mjuka så att de inte liknar en borste.
Denna hästspringråtta förekommer i sydöstra Iran, södra Afghanistan och sydvästra Pakistan. Den vistas där i låglandet och i låga bergstrakter upp till 1500 meter över havet. Habitatet utgörs av öknar, torra stäpper och klippiga områden. Individerna är aktiva på natten och vilar i underjordiska bon.
Exemplar som hölls i fångenskap matades framgångsrik med gröna växtdelar. Boets centrala del som har en diameter av 12 till 15 cm ligger under sommaren 40 till 60 cm under markytan. Vinterboets kammare ligger cirka 85 cm under markytan. Under vintern kan tunnlarna vara 360 cm långa.